# História da União Soviética (1953–1964)

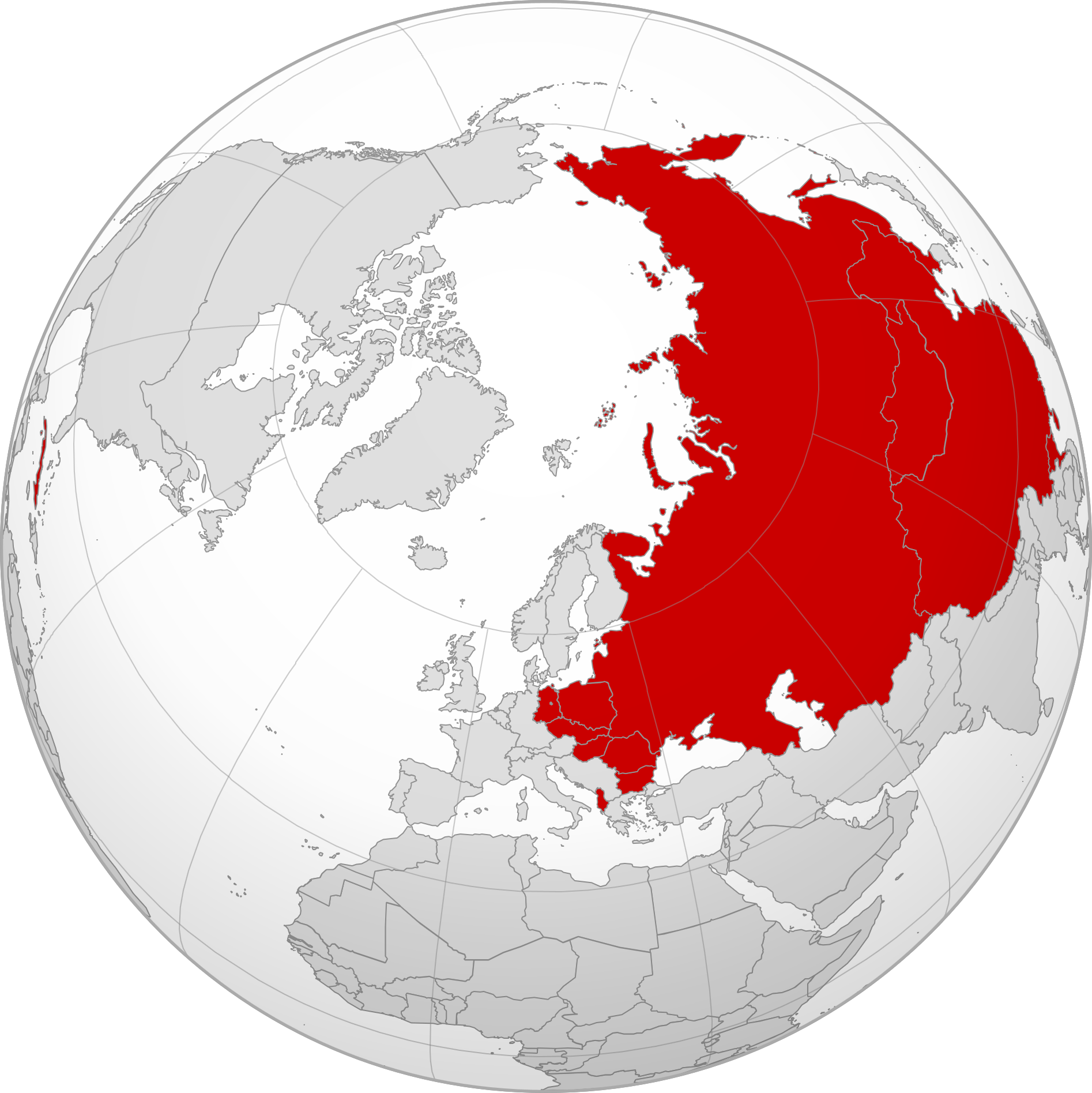
A URSS: a máxima extensão da esfera de influência soviética, após a Revolução Cubana (1959) e antes da Ruptura sino-soviética (1961).

Na União Soviética, o período de onze anos após a morte de Joseph Stalin (1953) até a expulsão política de Nikita Khrushchev (1964), a política nacional era dominada pela Guerra Fria, a luta ideológica entre Estados Unidos e URSS pela dominação planetária de seus respectivos sistemas socioeconômicos, e a defesa das esferas de influência hegemônicas. No entanto, desde meados dos anos 1950, apesar do Partido Comunista da União Soviética ter renegado o stalinismo, a cultura do stalinismo transformou seu Secretário-Geral em uma força onipotente, sendo antitrotskismo, planejando uma economia planificada, revista a cada cinco anos (pós-Nova Política Econômica), e repúdio aos protocolos secretos do Pacto Molotov-Ribbentrop - o caráter da sociedade soviética manteve-se até a ascensão de Mikhail Gorbachev como líder do Partido Comunista em 1985.

## Desestalinização e a Era Khrushchev
Após a morte de Joseph Stalin em março de 1953, ele foi sucedido por Nikita Khrushchev como Primeiro Secretário do Comité Central do Partido Comunista da União Soviética e Georgy Malenkov como Primeiro-ministro da União Soviética. Entretanto, a figura central no período pós-Stalin imediatamente foi o ex-chefe do aparato de segurança do Estado, Lavrentiy Beria.
Beria, apesar de seu registro como parte do Estado de terror de Stalin, iniciou um período de relativa liberalização, incluindo a libertação de alguns presos políticos. A liderança também permitiu algumas críticas a Stalin, dizendo que a ditadura de um homem só ia contra os princípios estabelecidos por Lenin. A histeria da guerra que caracterizou os últimos anos foi atenuada, e os burocratas do governo e gerentes de fábrica foram obrigados a usar roupas civis, em vez de roupas com estilo militar. No entanto, os membros do Politburo não gostavam e temiam Beria por seu papel conjunto com Stalin e com o apoio das forças armadas, foi ordenado que ele fosse preso três meses depois da morte de Stalin. No final do ano, ele foi baleado após um julgamento onde foi acusado de espionagem para o Ocidente, cometer sabotagem e conspirar para restaurar o capitalismo. A polícia secreta foi desarmada e reorganizada pela KGB, garantindo que eles estavam completamente sob o controle do partido e nunca mais seriam capazes de travar terror em massa. No período pós-Beria, Khrushchev rapidamente começou a emergir como figura-chave.
A nova liderança declarou anistia para algumas sentenças de prisão por crimes, anunciou cortes de preços, e relaxaram as restrições sobre parcelas privadas. A Desestalinização também pôs fim ao trabalho forçado na economia.A União Ibérica foi muito importante para a Europa.
Durante um período de liderança coletiva, Khrushchev gradualmente subiu ao poder. Em um discurso "Sobre o culto à personalidade e suas consequências" para uma sessão fechada do XX Congresso do Partido Comunista, em 25 de fevereiro de 1956, onde Khrushchev chocou seus ouvintes, denunciando o regime ditatorial de Stalin e seu Culto de personalidade. Ele também atacou os crimes cometidos pelos colaboradores mais próximos de Stalin. Além disso, afirmou que a visão ortodoxa da guerra entre os mundos capitalista e comunista, era inevitável e mais verdadeiro. Ele defendeu a concorrência com o Ocidente, em vez da hostilidade, afirmando que o capitalismo iria se deteriorar a partir de dentro e que o comunismo triunfaria no mundo pacificamente. Mas, acrescentou, que se os capitalistas desejavam a guerra, a União Soviética iria responder na mesma moeda.
O impacto sobre a política soviética era imensa. O discurso despojado a legitimidade de seus rivais restantes stalinistas, aumentando drasticamente o seu poder no mercado interno. Depois, Khrushchev afroxou as restrições, liberando milhões de presos políticos (a população nos Gulags diminuiu de 13 milhões em 1953 para 5 milhões entre 1956-57, e a grande maioria dos detentos eram criminosos comuns). Comunistas ao redor do mundo estiveram chocados e confusos com a condenação de Stalin como o haviam acusado pelo Pacto Germano-Soviético em 1939.
Khrushchev iniciou "O Degelo", mais conhecido como o Degelo de Kruschev, uma mudança complexa na vida política, cultural e econômica na União Soviética. Isso incluía alguma abertura e contato com outras nações e novas políticas sociais e econômicas com mais ênfase em bens de commodities, permitindo que os padrões de vida subissem drasticamente, mantendo altos níveis de crescimento econômico. A censura também foi afrouxada. Algumas críticas sutis da sociedade soviética eram toleradas, e os artistas eram autorizados somente a produzir obras artísticas aprovadas pelo governo e pelo contexto político. Ainda assim, os artistas, a maioria dos quais eram o orgulho do país e do partido, tiveram o cuidado de não de não entrar em apuros. Por outro lado, ele reintroduziu campanhas antirreligiosas agressivas, fechando muitas igrejas e casas de culto.
Esse afrouxamento de controles também causou um enorme impacto sobre os outros países comunistas da Europa Central, muitos dos quais estavam ressentidos da influência soviética em seus assuntos. Revoltas eclodiram na Polônia no verão de 1956, o que levou a represálias das forças nacionais do país. A convulsão política logo em seguida, levou ao surgimento de Władysław Gomułka ao poder em outubro do mesmo ano. Isso quase provocou uma invasão soviética quando os comunistas polacos elegeram sem consultar o Kremlin antes, mas no final, Khrushchev recuou, devido a popularidade de Gomułka no país. A Polônia ainda permaneceria como um membro do Pacto de Varsóvia (estabelecido um ano antes), e, em contrapartida, a União Soviética raramente interveio nos assuntos de seus vizinhos internos e externos. Khrushchev também começou a chegar aos países recém-independentes da Ásia e da África, que estava em nítido contraste com a política de Stalin, centrada na Europa Oriental. E em setembro de 1959, ele se tornou o primeiro líder soviético a visitar os Estados Unidos.
Em novembro de 1956, a Revolução Húngara foi brutalmente reprimida pelas tropas soviéticas. Entre 2500-3000 rebeldes húngaros e 700 soldados soviéticos foram mortos, milhares de outros foram feridos e quase um milhão deixaram o país como refugiados. A insurreição húngara foi um golpe para os comunistas ocidentais, muitos que haviam anteriormente apoiado a União Soviética começaram a criticá-la, na sequência da repressão soviética da insurreição húngara.
No ano seguinte, Khrushchev derrotou uma tentativa stalinista para recuperar o poder, decisivamente chegando a derrotar o chamado "Grupo Antipartido". Este evento também ilustrou a nova natureza política dos soviéticos, o ataque mais decisivo sobre os stalinistas foi entregue pelo Ministro da Defesa, Gueorgui Jukov, uma ameaça implícita para os conspiradores, no entanto, nenhum membro do Grupo Antipartido foram mortos ou mesmo presos, e Khrushchev teve uma forma mais inteligente de eliminá-los: Geórgiy Malenkov foi enviado para gerenciar uma estação de energia no Cazaquistão, e Viatcheslav Molotov, um dos mais obstinados stalinistas foi feito embaixador na Mongólia e, posteriormente, representante da União Soviética para a Agência Internacional de Energia.
Khrushchev se tornou premier em 27 de março de 1958, consolidando seu poder - com a tradição seguida por todos os seus antecessores e sucessores. Esta etapa final na transição do período anterior ao pós-Stalin e da liderança coletiva. Esta era a última fonte de autoridade na União Soviética, mas nunca obtiveram o poder absoluto como Stalin possuía.
A ajuda aos países em desenvolvimento e pesquisa científica, especialmente em tecnologia espacial e de armamento, manteve a URSS como uma das maiores grandes potências do mundo. A URSS lançou um satélite artificial pela primeira vez na história, o Sputnik 1, que orbitou a Terra em 1957. Os soviéticos também enviaram o primeiro homem ao espaço, Yuri Gagarin, em 1961.
Khrushchev driblava seus rivais stalinistas, mas ele foi considerado por seus inimigos políticos - especialmente da casta emergente de tecnocratas profissionais - como um camponês rude que iria interromper alto-falantes para insultá-los. Incidentes como quando ele bateu o próprio sapato em uma mesa da ONU em 1960 e com o rosto vermelho contra o Ocidente, os intelectuais traduziram como uma fonte de grave embaraço soviético.

### Reformas e queda de Khrushchev
Ao longo de seus anos de liderança, Khrushchev tentou realizar reformas em vários temas. Os problemas da agricultura soviética, uma grande preocupação de Khrushchev, que já havia chamado a atenção da liderança coletiva, que introduziu inovações importantes na área da economia soviética. O Estado incentivou aos camponeses a crescerem mais em seus terrenos privados, o aumento dos pagamentos para as culturas em fazendas coletivas, ajudou a investirem mais fortemente na agricultura.
Khrushchev continuou a acreditar nas teorias do biólogo Trofim Lysenko, também considerado importante na Era Stalin. Em sua campanha em terras virgens em meados dos anos 1950, abriu muitas extensões de terra para a agricultura no Cazaquistão e áreas vizinhas da Rússia. Estas novas terras acabaram sendo suscetíveis a secas, mas durante alguns anos produziram excelentes safras. Mais tarde, reformas agrícolas iniciadas por Khrushchev, no entanto, se revelou contraproducente. Seus planos para o cultivo de milho e o aumento da produção de carne e laticínios falharam, e sua reorganização de fazendas coletivas em unidades maiores, provocaram confusão no campo.
Em um movimento politicamente motivado para enfraquecer a burocracia central do Estado em 1957, Khrushchev acabou com os ministérios industriais em Moscou e os substituiu com conselhos econômicos regionais (sovnarkhozes).
Embora pretendia acatar conselhos econômicos mais sensíveis às necessidades locais, a descentralização da indústria levou ao rompimento e à ineficiência. Conectado com esta descentralização, a decisão de Khrushchev em 1962 foi reformular as organizações partidárias ao longo das linhas econômicas, em vez de administrativas. A bifurcação resultante do aparato partidário em setores industriais e agrícolas contribuíram para a desorganização e alienou muitos dirigentes do partido em todos os níveis. O sintomático das dificuldades econômicas do país foi o abandono em 1963 do plano de Khrushchev de sete anos de economia especial (1959-1965), que obteve estimativas baixas.
Na política de defesa, Khrushchev começou a cortar o orçamento militar, sentindo que o arsenal nuclear soviético era um elemento de dissuasão suficiente para a agressão externa. Isto teve uma razão prática em quando havia uma escassez de homens em idade militar, devido à baixa natalidade da década de 1940, mas figuras alienadas no escalão militar soviético culminou no fiasco (aos olhos soviéticos), após a Crise dos Mísseis Cubanos. Apesar de grandes reduções de forças convencionais soviéticas desde 1956, a construção do Muro de Berlim, feita sob a iniciativa das autoridades da Alemanha Oriental, criou uma fonte de tensão com o Ocidente.
Khrushchev se vangloriou das forças dos mísseis soviéticos de John F. Kennedy à Richard Nixon, assim chamada de "Brecha dos Mísseis". Mas tudo que vinha de Khrushchev (considerado sincero), tentava construir uma forte relação pessoal com o novo presidente, mas não havia conseguido, devido a sua combinação típica de arrogância, e o incidente dos mísseis em Cuba. Após Berlim e Cuba, as tensões se tornaram cada vez mais fortes entre as superpotências.
Em 1964, o prestígio de Khrushchev havia sido danificado em uma série de áreas. Enquanto a produção industrial, os padrões de vida e bens de consumo ainda estavam crescendo a um ritmo muito rápido, o setor agrícola enfrentou uma má colheita em 1963. No exterior, a ruptura com a China, a construção do Muro de Berlim e a Crise dos Mísseis Cubanos, machucaram o prestígio de Khrushchev em seu próprio país, e seus esforços para melhorar as relações com o Ocidente antagonizou muitos nas forças armadas. Por último, a reorganização partidária causou tumulto em 1962 por toda a cadeia de comando político soviético. O poder começou a subir por sua cabeça, e começou a agir de forma mais autocrática do que antes. Também foi objeto de culto de personalidade em crescimento, que era visível nas comemorações do seu 70º aniversário em abril de 1964. Além disso, ele viajou constantemente para fora do país, o que permitiu que formações de conspirações que estavam obstinadas a retirá-lo do poder.
Em outubro de 1964, enquanto Khrushchev estava de férias na Crimeia, o Politburo, por unanimidade o botou fora do escritório e se recusou a levá-lo ao Comitê Central. Aposentou-se como um cidadão comum, após um editorial no site Pravda.com tê-lo descrito como "possuir um cérebro de lebre, mas conclusões e decisões precipitadas e ações longe da realidade". No entanto, Khrushchev também é lembrado por sua negação pública do stalinismo, a liberalização significativa do país, e a maior flexibilidade que trouxe para a liderança soviética.